# Ossido di nichel
L'ossido di nichel è l'ossido del nichel(II).
A temperatura ambiente si presenta come un solido grigio o nero inodore. È un composto cancerogeno, allergenico.